# Son Gohan
Son Gohan (孫 悟飯, Son Gohan), também conhecido apenas como Gohan, é um personagem fictício da franquia Dragon Ball criado por Akira Toriyama. Ele aparece na segunda parte do mangá, que corresponde ao anime Dragon Ball Z. Gohan é filho do protagonista Goku com sua esposa Chi-Chi e o primeiro híbrido entre humano e Saiyajin mostrado na série, seu nome é uma homenagem ao avô adotivo de seu pai, Son Gohan que foi aluno de Mestre Kame, assim como Goku. Um tema recorrente na série é o grande poder oculto de Gohan, que aos poucos é liberado.

## Criação
O nome da personagem vem da palavra japonesa "gohan", que significa arroz frito. Dentro da série todos os Saiyajins possuem um nome que é formado a partir de um trocadilho com um vegetal. Toriyama disse que "apesar de não ser um vegetal, o arroz muitas vezes se relaciona com eles". Como Gohan não é Saiyajin completo, Toriyama lhe deu esse nome.
Ao final do capítulo 36, onde termina a Saga Cell, Akira pretendia transformar Gohan no protagonista da história mas chegou a conclusão que ele não seria adequado para esse papel. Os desenhos iniciais de Gohan na Saga Boo, onde ele é um jovem adulto, apresentam a personagem usando óculos, boné e jaqueta para ter uma aparência mais normal. Essa ideia logo foi abandonada. Ainda na Saga Boo, quando Akira começou a desenhar a roupa do Grande Saiyaman ele pretendia fazer uma homenagem aos super heróis americanos.

## Personalidade
Gohan é calmo, inteligente e estudioso, mas possui uma incrível força e habilidade em lutas. No início era um garoto chorão e reservado: nunca sentia prazer em lutar, ao contrário do seu pai, que adora enfrentar inimigos mais fortes. O poder de Gohan só é liberado quando ele se enfurece ou quando seus amigos ou alguém de que ele gosta está em perigo. Isso o faz liberar o seu grande poder e interferir na luta, mesmo quando não há possibilidade de vencer, pois Gohan sente-se responsável pela proteção de seus entes queridos. Numa luta, Gohan se mostra muito mais cruel do que seu pai e costuma não ter compaixão do adversário. Esse estilo de luta violento é um exemplo da influência de Piccolo na sua vida. Na saga de Cell, quando Goku sacrifica sua vida em vão para derrotar Cell, que acaba reaparecendo mais forte do que nunca, Gohan pensa em desistir da luta, mas seu pai, por telepatia, diz-lhe para nunca desistir, pois seu dever é proteger a Terra. A partir daí, Gohan demonstra que é capaz de sacrificar sua vida para proteger tudo o que ele mais ama no mundo. Quando se torna mais adulto, Gohan sente a obrigação de atuar como uma figura paterna para seu irmão Goten e proteger sua cidade de criminosos. Por não gostar de ser o centro das atenções ele se disfarça como um super-herói chamado Grande Saiyaman (グレートサイヤマン, Gureto Saiyaman).

## Habilidades

Gohan liberando pela primeira vez o seu poder oculto.

Quando criança, Gohan era retratado como um indivíduo de um poder dormente e imenso, que só se revelava quando ele se encontrava em estados de fúria ou estresse. Pelo fato de seus pais serem de raças diferentes, Gohan também demonstra habilidades incomuns e poderes que ultrapassam os de um Saiyajin comum. Vegeta sugere que misturar sangue humano e saiyajin dá origem a poderosos seres híbridos. A habilidade mais básica do personagem é manipular sua energia ki para voar através do Bukû-jutsu (舞空術, "Técnica de Dança no Céu"). Ele mais tarde aprende a disparar esferas e raios e assim domina o Masenko (魔閃光, Masenkō, "Flash Mágico") com Piccolo e o Kamehameha (かめはめ波, "Onda Destrutiva da Tartaruga") com seu pai. Ele posteriormente eleva o último para Super Kamehameha. Gohan ainda possui força e velocidade sobrehumanas, bem como reflexos aguçados (como visto em seu treino com Goten).
Enquanto tinha a sua cauda, Gohan se transformava em um Oozaru caso olhasse para a lua cheia. Em Namekusei, o Grande Patriarca ajudou Gohan a alcançar parte de seu potencial, mas não conseguiu revelar a totalidade de suas habilidades latentes. Treinando com seu pai na Sala do Tempo, Gohan conseguiu atingir o poder máximo, de um super Saiyajin, e alcançou o super Saiyajin 2. Na saga de Majin Boo, Gohan, tem seus poderes ocultos despertados pelo Dai-Kaioshin. Com seus verdadeiros poderes à tona, a força de Gohan é tão grande, que é capaz de deixar Majin Boo impotente e até mesmo copiar técnicas com o grande poder revelado a tona. Um feito que nem mesmo Goku SSJ3 foi capaz de realizar.   .

## História

### Dragon Ball
Gohan é introduzido aos quatro anos de idade no início de Dragon Ball Z. Ele é apresentado como o primeiro filho do protagonista da série, Goku, batizado com o mesmo nome de seu bisavô adotivo. Durante uma visita à casa do Mestre Kame, Gohan foi raptado por Raditz, como parte de seu plano para fazer Goku retomar seus instintos assassinos de Saiyajin. Gohan é preso na nave de Raditz, enquanto Goku e Piccolo tentam derrotar o Saiyajin. Durante a batalha, Goku é brutalmente torturado e com isso, a enorme raiva de Gohan explode, liberando seu poder dormente, o que lhe permite ferir Raditz. Seguindo a morte de Goku para vencer seu irmão, Gohan é treinado por Piccolo, após este ficar surpreso com seu enorme potencial, para assim, enfrentar os dois Saiyajins que chegariam a Terra em um ano. Ao longo desse período, Gohan se torna o primeiro amigo que seu mestre já teve. Consequentemente, Piccolo se sacrifica para salvar Gohan no meio do confronto contra Nappa. Gohan, depois, auxilia seu pai, que foi ressuscitado por Shenlong a derrotar Vegeta.
Após a vitória sobre os Saiyajins, Gohan, Kuririn e Bulma viajam para Namekusei em busca das Dragon Balls Originais para ressuscitar todos os que foram mortos na Terra. No entanto, eles se deparam com um alienígena chamado Freeza que também buscava as Dragon Balls. Gohan e Kuririn encaram alguns dos soldados de Freeza e depois se aliam à Vegeta para enfrentarem um grupo de mercenários chamado Forças Especiais Ginyu. Contudo, os três acabam sendo derrotados até que Goku chega à Namekusei e os ajuda a vencer os inimigos. Eles depois terminam de juntar as Dragon Balls e trazem Piccolo até Namekusei para lutar contra Freeza. Durante a batalha contra Freeza, Gohan libera seu poder oculto mais uma vez, quando o vilão ataca Kuririn e Piccolo, mas mesmo assim, não é páreo para o Imperador do Universo. Após a transformação de Goku em Super Saiyajin durante o combate contra Freeza, Gohan e os outros são teletransportados para a Terra por Porunga. De volta a sua casa, Gohan recebe notícias de que seu pai venceu Freeza e espera pacientemente a sua volta.
Um ano depois, Freeza chega à Terra ao lado de seu pai, Cold, para se vingar, mas os dois acabam sendo mortos por Trunks, um jovem que veio do futuro para alertar os Guerreiros Z sobre a aparição dos androides assassinos criados pela Red Ribbon, uma antiga organização que havia sido destruída por Goku no início de Dragon Ball. Goku retorna a Terra após treinar em diversos planetas e começa a treinar Gohan, junto de Piccolo, para a chegada dos Androides. Depois de três anos de treinamento, os Androides aparecem e derrotam os Guerreiros Z. Goku, então, leva Gohan para treinar na Sala do Tempo, localizada no Templo de Kami-Sama que é ligada a outra dimensão, onde um dia na Terra equivale a um ano. Nessa época, surge o androide Cell, que absorve os androides Números 17 e 18, tornando-se um ser perfeito e ganhando poder suficiente para superar todos os Guerreiros Z. Após emergirem da Sala do Tempo, Goku e Gohan se preparam para os Jogos do Cell. Após Goku enfrentar o vilão, ele manda Gohan em seu lugar, confiando-o a missão de salvador da Terra. Durante a batalha contra Cell, Gohan libera seu poder oculto e se transforma em Super Saiyajin 2. No entanto, Goku acaba morrendo mais uma vez, mas, ele ainda consegue ajudar seu filho a não desistir e assim, Gohan destrói Cell definitivamente durante uma disputa de Kamehamehas.
Sete anos se passam e Gohan se foca nos estudos, mas também, protege sua cidade com uma identidade secreta que ele mesmo criou, o Grande Saiyaman. Aos dezoito anos, ele é mandado para o Colégio Estrela Laranja e conhece uma garota chamada Videl, que o convence a participar do 25º Torneio de Artes Marciais. Os dois começam a treinar juntos e acabam se envolvendo romanticamente. Durante o torneio, Gohan reencontra Goku, que ganha permissão para permanecer um dia no mundo dos vivos. Durante sua luta contra Kibito, Gohan tem sua energia roubada por Spopovich e Yamu. Ela depois é usada pelo mago Babidi para despertar o demônio Majin Boo. Gohan entra na nave espacial de Babidi junto com Kaioshin, Goku e Vegeta, onde enfrenta Dabura. Posteriormente, Gohan é facilmente derrotado por Majin Boo, que enfim desperta. Quase morto, Gohan é levado por Kaioshin para o Planeta Supremo, onde treina com a lendária Espada Z. Porém, ele acidentalmente a quebra e liberta um antigo Kaioshin que realiza um ritual mágico para despertar todo o seu poder. Assim, Gohan retorna a Terra e consegue superar os poderes do Super Boo. Porém, ele é absorvido pelo demônio, sendo libertado, posteriormente, por Goku e Vegeta. Gohan é morto por Kid Boo, quando este destrói a Terra, junto com Piccolo, Trunks e Goten. No final da batalha, Gohan e os outros são revividos por Porunga de Namekusei e eles entregam suas energias à Goku para que ele completasse a Super Genki Dama que destrói  Boo completamente. Dez anos depois, Gohan termina seus estudos e se torna um famoso cientista. Ele também se casa com Videl e os dois têm uma filha chamada Pan.

#### Futuro alternativo
Gohan do Futuro (未来の悟飯, Mirai no Gohan) aparece em uma linha do tempo alternativa em que é o único guerreiro sobrevivente; os outros morreram em batalhas contra os androides (Goku, que falece por causa de uma doença no coração, é a única exceção). Gohan é mostrado treinando o filho de Bulma,  Trunks, para ajudá-lo nas batalhas contra os androides # 17 e #18.
Nesta linha do tempo, Gohan se tornou um Super Saiyajin e utiliza um uniforme similar ao de seu pai, com um símbolo kanji nas costas. Gohan revela que o utiliza na esperança de se tornar tão forte quanto seu pai um dia, e Trunks menciona que sua mãe, Bulma, o acha muito parecido com Goku quando o veste.  Gohan tem os cabelos bem mais curtos do que sua versão do presente, uma cicatriz no lado direito do rosto, e parece ter perdido seu braço esquerdo enfrentando #17 e #18. Ele eventualmente é morto pelos dois androides, em uma batalha em que #17 diz que, em batalhas anteriores, o máximo que havia utilizado era a metade de sua força; Gohan se surpreende com o comentário, e #18 sorri antes do mangá mostrar Trunks, que não sente o ki de Gohan ao despertar. No especial de TV é mostrado que os dois androides metralharam Gohan até a morte.

### Dragon Ball Super
Em Dragon Ball Super, que se passa entre a derrota de Majin Boo e o epílogo do mangá, Gohan decide parar de lutar para cuidar de Videl e Pan, sofrendo constante repreensão de seu pai e Piccolo. Sem treino e fora de forma, Gohan é incapaz de lutar quando Bills, o deus da destruição, visita a Terra em busca do Deus Super Saiyajin. Ele então participa de um ritual para que Goku atingisse o poder divino e enfrentasse Bills. Meses mais tarde, Freeza é ressuscitado por seus soldados remanescentes e lidera um ataque ao planeta Terra para se vingar. Gohan e os outros guerreiros enfrentam o exército inimigo até que Freeza resolve entrar na luta. Gohan então é torturado até que Piccolo se sacrifica novamente para salvá-lo. Eventualmente, Freeza é derrotado com os esforços combinados de Goku e Vegeta enquanto Piccolo é ressuscitado. Abalado por suas constantes derrotas, Gohan pede a Piccolo que o treine mais uma vez. Quando um torneio entre o sétimo e o sexto universo é realizado por Bills e seu irmão Champa, Gohan não participa, pois tinha uma importante conferência de emprego. Todavia, ele acaba recusando a oferta já que o cargo ocuparia muito do seu tempo. Trunks do futuro aparece mais uma vez, agora sendo perseguido por Goku Black. Conforme a luta contra Black se mostra um terrível plano para eliminar todos os mortais feito por Zamasu, um Kaioh do décimo universo, Gohan se culpa por não ser capaz de ajudar. Focado e determinado, Gohan se despede de Trunks quando o conflito termina e intensifica seu treinamento com Piccolo.
Quando o rei dos deuses, Zen-Oh, organiza o Torneio do Poder para avaliar quais universos merecem continuar existindo, Gohan, Goku e Majin Boo são levados por Bills para uma partida de exibição onde Gohan orgulhosamente empata contra Lavender do nono universo. Conforme o time de seu próprio universo vai se formando, Gohan finalmente recupera todo o seu poder perdido e até mesmo chega a enfrentar Goku para provar seu valor. Apesar dessa conquista, Piccolo acredita que ainda consegue levar Gohan a um próximo nível de poder. Com o time do sétimo universo concluído e o Torneio do Poder se iniciando, Gohan se torna o líder do grupo. Ele arquiteta um plano defensivo para seus companheiros e o coloca em prática até todos serem obrigados a se dividir quando a arena é muito danificada. Gohan passa a maior parte do tempo lutando em conjunto com Piccolo e o dois derrotam juntos os últimos lutadores do décimo universo, bem como dois namekuseijins do sexto universo. Após participar na eliminação do terceiro universo, Gohan se juntam a Goku, Vegeta, Nº 17 e Freeza na luta final contra Jiren, Toppo e Dyspo do décimo primeiro universo. Ele luta contra Toppo ao lado do Nº 17, mas depois auxilia Freeza em sua luta contra Dyspo. Gohan é então eliminado do torneio ao segurar Dyspo para que Freeza derrubasse os dois da arena.

### Em outras mídias
Na continuação não canonica Dragon Ball GT, os poderes de Gohan diminuíram drasticamente devido a falta de treino. Quando Baby chega a Terra e domina Goten, Gohan é forçado a batalhar contra seu irmão mas acaba sendo derrotado e Baby utiliza seu corpo como hospedeiro. Possuído, Gohan enfrenta Vegeta mas depois é libertado por Trunks. Ele depois enfrenta os vilões que escaparam do inferno e ajuda seu pai na batalha contra o Super 17 e Omega Shenlong.
Gohan é um personagem jogável em todos os jogos de Dragon Ball Z, onde ele geralmente é dividido em seis: criança, adolescente, adulto, forma final, Grande Saiyaman e Gohan do Futuro. Ele também aparece nos crossovers Battle Stadium D.O.N, Jump Super Stars e Jump Ultimate Stars. Gohan aparece em quase todos os treze filmes de Dragon Ball Z (com exceção do filme Bio-Broly), se destacando em Dragon Ball Z: Return My Gohan!! , A Batalha dos Dois Mundos, e "O Retorno do Guerreiro", onde derrota, respectivamente, os vilões Garlic Jr., Bojack e Broly. Ele também está presente em todos os OVAs e no especial de TV Gohan e Trunks: Guerreiros do Futuro. A canção "Oomori Rice Boy" se foca no desenvolvimento de Gohan durante a série e também o compara com arroz. No filme Dragon Ball Z: The World's Strongest, Gohan, dentro de um sonho, homenageia Piccolo com uma música chamada "Piccolo-san Daisuki" . Na canção "Kuchibue No Kimochi", Gohan assobia alegremente enquanto Piccolo, que está sofrendo devido a sua sensível audição, tenta fazê-lo parar. Ele ainda é citado na música "Goku" de Soulja Boy Tell 'Em.
Nos Estados Unidos Gohan já foi utilizado para fazer brinquedos que acompanham os lanches da rede de fast food Burger King. Gohan fez uma aparição no programa humorístico Frango Robô. No episódio Um Natal Muito Dragon Ball Z, ele e Goku enfrentam a Mamãe Noel ao lado das renas do Papai Noel para salvar o Natal.  No episódio Money Ball Z, paródia do filme Moneyball, do programa MAD, Gohan e outros personagens de Dragon Ball são colocados no time de baseball Oakland Athletics. Em 2004, Gohan apareceu no curta-metragem japonês Kyūtai Panic Adventure Returns! (球体パニックアドベンチャーリターンズ!, Kyūtai Panikku Adobenchā Ritānzu!, lit. O Retorno da Aventura da Orb do Pânico!). Ele é um dos sete personagens que reúnem as Esferas do Dragão para reconstruir a cidade de Odaiba que foi atacada por Enel.
O personagem Chungohan do mangá espanhol Dragon Fall é uma paródia de Gohan.

## Dubladores
Assim como Goten e Goku, a voz de Gohan na versão original japonesa do anime é dublada por Masako Nozawa. Na versão brasileira, sua voz é dublada por Fátima Noya quando criança, Yuri Chesman quando adolescente e Vagner Fagundes quando adulto.
Em Portugal, Gohan foi dublado por Henrique Feist.

## Recepção
Desde sua primeira aparição, Gohan vem recebendo críticas, na maioria das vezes, positivas. Em 1993, ele ficou em primeiro lugar em uma pesquisa de popularidade dos personagens da série. A participação de Gohan na Saga Cell é um dos momentos mais bem criticados por publicações de anime e mangá. Um escritor do IGN apreciou o modo como Gohan recebeu mais atenção durante essa saga e classificou sua luta contra Cell como um dos melhores momentos de Dragon Ball Z. Outro escritor, dessa vez do Anime News Network, elogiou o desenvolvimento da personagem já que "ele deixou de ser um bebê chorão para se tornar um poderoso guerreiro". O site brasileiro Henshin também comentou a luta de Gohan contra Cell, dando foco a "surra histórica que Gohan aplicou em Cell". Seus dubladores brasileiros já revelaram, em entrevistas, que se divertiram muito dublando a personagem. Fátima Noya comentou: "Eu gosto do Gohan por que ele é guerreiro e é ousado. Ele tem um otimismo, que é uma coisa legal que eu procuro ter. O Gohan tem uma vivacidade, uma alegria, um companherismo com os amigos e esse amor por pai e mãe". Por outro lado, Vagner Fagundes disse que gosta do Gohan por que "ele é super-forte mas não gosta de lutar".
About.com comentou que, enquanto muitos pensam que Goku é o personagem mais poderoso, Gohan sempre demonstrou vários truques na manga. Um escritor do site DVD Talk elogiou a identidade secreta de Gohan como Grande Saiyaman, comparando-o com os super heróis americanos. Ele também apontou a fantasia de Grande Saiyaman como uma grande fonte de humor. O site UGO.com listou as formas do Super Saiyajin como uma das melhores transformações na ficção, dando foco ao Super Saiyajin 2 de Gohan. O mesmo site colocou a luta do Gohan do Futuro contra os andróides 17 e 18 na sua lista "As Batalhas mais Dramáticas na Chuva". Diversos itens de mercado foram e ainda são produzidos a partir de Gohan, tais como bonecos, chaveiros, canecas e etc.